# Yttrium(III)arsenide
Yttrium(III)arsenide is het toxische anorganische verbinding van yttrium en arseen, met als brutoformule YAs. De stof komt voor als kubische kristallen, die onoplosbaar zijn in water. De kristallen behoren tot de ruimtegroep Fm3m.